# Navalperal de Pinares
Navalperal de Pinares è un comune spagnolo di 782 abitanti situato nella comunità autonoma di Castiglia e León.